# Dominicas Misioneras de los Campos
La Congregación de Hermanas Dominicas Misioneras de los Campos (oficialmente en francés: Congrégation des Sœurs Dominicaines Missionnaires des Campagnes) es una congregación religiosa católica femenina, de vida apostólica y de derecho pontificio, fundada por la religiosa francesa Bernadette Beauté, en Les Riceys, en 1922. A las religiosas de este instituto se les conoce como Dominicas Misioneras de los Campos y posponen a sus nombres las siglas D.M.C.

## Historia
La congregación tiene su origen en una asociación dedicada a la evangelización de los campesinos llamada Hijas de la Fe, fundada por Bernadette Beauté (en religión María de San Juan), en Audincourt, en 1907, pero a causa de las leyes anticlericales de la Tercera República Francesa, el grupo se dispersó. Beauté se refugió en la diócesis de Saint-Claude, con un grupo de seis compañeras de la reciente congregación suprimida. En 1922, en la localidad de Les Riceys, dio inicio a una congregación religiosa con el nombre de Hijas de Santa Catalina de Siena, Dominicas Misioneras de los Campos.
El instituto recibió la aprobación como congregación de derecho diocesano, de parte del obispo Antoine-Jacques de Chamon, de la diócesis de Saint-Claude. Fue agregado a la Orden de los Predicadores en 1922, trasladó la casa general a Flavigny-sur-Ozerain en 1939 y recibió la aprobación pontificia de parte del papa Juan XXIII, mediante decretum laudis del 23 de octubre de 1962.
Entre las religiosas más conocidas del instituto, destacan: la fundadora María de San Juan y la mística francesa María de la Trinidad.

## Organización
La Congregación de Hermanas Dominicas Misioneras de los Campos es una congregación religiosa internacional, de derecho pontificio y centralizada, cuyo gobierno es ejercido por una priora general, es miembro de la Familia dominica y su sede central se encuentra en Dijon (Francia).
Las dominicas misioneras se dedican al apostolado en las zonas rurales, especialmente en el campo de la educación e instrucción cristiana de la juventud, de la atención de los enfermos y otras obras de caridad. En 2017, el instituto contaba con 159 religiosas y 16 comunidades, presentes en Francia.